# Thelcticopis kianganensis
Thelcticopis kianganensis là một loài nhện trong họ Sparassidae.
Loài này thuộc chi Thelcticopis. Thelcticopis kianganensis được Alberto Barrion & James A. Litsinger miêu tả năm 1995.